# Panicum cipoense
Panicum cipoense är en gräsart som beskrevs av Stephen Andrew Renvoize och Tatiana Sendulsky. Panicum cipoense ingår i släktet vipphirser, och familjen gräs. Inga underarter finns listade i Catalogue of Life.